# 新國民黨 (南非)
新國民黨是一個於1997年成立的南非政黨，其為1948年至1994年統治南非的國民黨的繼承者。改名是為了與過去的種族隔離保持距離，並將自身重塑為一個溫和、主流的保守主義與非種族主義的聯邦政黨。這次嘗試基本上並不成功，2005年，新國民黨投票決定解散。其政治地位由民主聯盟繼承。

## 基礎與政治平台
南非前國家總統弗雷德里克·威廉·戴克拉克領導國民黨進入民主時代，他與納爾遜·曼德拉因在解除種族隔離方面的貢獻而獲得諾貝爾和平獎。馬蒂納斯·范·斯卡爾奎克接替了戴克拉克的黨領導人職務，直至該黨最終解散，並與非洲人國民大會合併。在1997年底，范·斯卡爾奎克更名為新國民黨。1996年2月，該黨宣布其將成為一個非种族主义的、基督教民主主義的政治組織，范·斯卡爾奎克在此基礎上努力，致力將新國民黨重新塑造為非種族主義的、價值觀驱动的政治组织。
然而，新國民黨在南非後種族隔離時期的政治基礎上存有一些困難。一方面，其仍然有在種族隔離制度作用下的政治遺產。另一方面，新國民黨似乎不確定其與非洲人國民大會領導的政府之間的關係，亦似乎無法決定應联合非國大抑或反对。這兩個問題導致新国民党倒向民主黨，民主黨具有反種族隔離的歷史遺產，并且立场坚定地反对非國大。此外，新國民黨亦失去其他政黨的支持。

## 選舉結果與結盟
在1999年大選中，新國民黨表現不佳。該黨獲得6.87%選票，失去全國大多數省份的選票，得票率少於民主黨和非國大，同時亦喪失官方反對黨地位。在西開普省，新國民黨仍然具有影響力，儘管非國大成為第一大黨，但新國民黨為該省的執政黨。該黨在該省的損失相對較小，這很大程度上是由於獲得大部分有色人繼續支持，而且白人選民的支持率也比其他大多數省份高。儘管新國民黨在所有九個省級立法機構中都有代表，但其有50%的選民來自這個省，並似乎正在成為一股地區政治力量。
在西開普省，該黨通過與民主黨結盟而繼續掌權。2000年，兩黨開始計劃以民主聯盟的名義進行合併。到2001年，該黨在合併完成之前脫離民主聯盟，轉而與非國大合作。2001年12月，新國民黨與非國大在西開普省組成新的省級聯盟，新國民黨黨員被任命為國家內閣成員。
在2004年大選中，新國民黨幾乎從議會消失。大部分支持者由於不滿與非國大結盟而拋棄新國民黨，其在全國投票中的得票率從1999年的6.87%下降至1.65%，至於在1994年以國民黨名義的得票率則為20.4%。在大多數省份，該黨幾乎全數被淘汰，僅在西開普省保留有限的支持，屈居該省第三大黨。

## 解散並與非國大合併
由於身為前執政黨的新國民黨退居全國第六大黨，人們對其長期未來以及范·斯卡爾奎克的領導層提出質疑。儘管在民意調查中，新國民黨表現不佳，但作為與非國大結盟的獎勵，范·斯卡爾奎克被任命為環境事務和旅遊部長的內閣職位。
在2005年4月9日的會議上，新國民黨的聯邦委員會以88票對2票的比例通過解散。此外，新國民黨還向南非聯合銀行集團有限公司償還了未償還的520萬蘭特債務，以準備解散。
從2005年8月5日開始，所有新國民黨議員都成為非國大的黨員，按照南非的換黨制度，其允許議員成為其他政黨的黨員或者成立新政黨。2009年，該制度廢除。

## 外部連結
- 關於解散的新聞報導: Independent Online （页面存档备份，存于）, BBC News （页面存档备份，存于）